# Stockbridge (Hampshire)
Stockbridge – wieś (nazywana także miastem) w Anglii, w hrabstwie Hampshire, w dystrykcie Test Valley. Leży 10 km na północny zachód od miasta Winchester i 105 km na południowy zachód od Londynu. Miejscowość liczy 581 mieszkańców.